# Hannah Scott
Pour les articles homonymes, voir Scott.
Hannah Scott, née le 18 juin 1999 à Coleraine (Irlande du Nord), est une rameuse britannique. Entre 2023 et 2024, elle réussit le triplé en remporte l'or européen, mondial et olympique en quatre de couple.

## Carrière
Hannah Scott est née en juin 1999 à Coleraine en Irlande du Nord. Elle commence l'aviron au Bann Rowing Club à l'âge de 13 ans. Elle fait ses études à l'université de Princeton où elle est capitaine de l'équipe d'aviron. Depuis l'âge de 18 ans, elle est victime de plusieurs blessures aux côtes, jusqu'à une double fracture en 2023. Après cette dernière blessure, elle fait des examens qui révèle une ostéopénie, une baisse de la densité des os.
En 2021, elle remporte une médaille d'argent aux Championnats d'Europe à Varèse en quatre de couple.
Elle est médaillée d'or aux Championnats du monde 2023. Lors des Jeux olympiques d'été de 2024, Hannah Scott et ses trois coéquipières Lola Anderson, Lauren Henry et Georgina Brayshaw remportent la médaille d'or en quatre de couple, à peine 0,15 s devant les Néerlandaises.